# Jargon esclave
Le jargon esclave est un pidgin utilisé au XIXe siècle pour les échanges commerciaux entre les peuples amérindiens et les explorateurs et colonisateurs blancs dans le territoire du Yukon, au Canada, notamment dans les régions du fleuve Mackenzie et de la rivière Liard. C'est un pidgin basé sur la langue esclave, le français et le cri. Émile Petitot estime que le jargon esclave est distinct du jargon loucheux, qui contient des apports gwich’in et chipewyan, et est parlé le long du fleuve Yukon et de la rivière Peel. Cependant, on peut aussi considérer ces deux pidgins comme étant des variations d'une seule entité.